# José Giovanni
José Giovanni, verdadero nombre Joseph Damiani,(22 de junio de 1923-24 de abril de 2004) fue un escritor, guionista, dialoguista y director cinematográfico de origen corso y nacionalizado suizo.
Está considerado una de las personalidades más sobresalientes del siglo XX dentro del género policíaco, tanto en literatura como en cine. Se lo considera además el padre del 'polar', el policíaco francés, junto a su amigo Jean-Pierre Melville.
Fue convicto y condenado a muerte, y se inspiró a menudo en sus experiencias personales y en las de personajes reales como Abel Danos y Raymond Naldi para componer sus intrigas policiacas sin revelar jamás la realidad de su pasado ligado a la Colaboración durante la Segunda Guerra Mundial. En sus películas y novelas trataba sobre el mundo del crimen organizado y su mitología: amistades viriles, código de honor, fidelidad y traición, venganzas y confrontación del individuo con la naturaleza.

## Biografía
Nacido en París, Francia, en el seno de una familia de origen corso, su verdadero nombre era Joseph Damiani. José Giovanni estudió en el Colegio Stanislas de París y en el Lycée Janson de Sailly de París. Tras la derrota francesa en la Segunda Guerra Mundial en 1940, se sumó al grupo Jeunesse et Montagne (creado por el Ejército del Aire dentro de los Chantiers de Jeunesse de la Francia de Vichy).

### Años en prisión
En la época de la Ocupación y la posterior Liberación, él frecuentaba en el barrio de Pigalle la compañía de gánsteres colaboradores, como por ejemplo Abel Danos, uno de los verdugos de la Gestapo francesa de la rue Lauriston, y participó en el año 1944 en unos chantajes perpetrados bajo el amparo del uniforme alemán y después bajo el uniforme del Ejército de Liberación (ciertos organizados por su tío materno, Paul Santos) con la ayuda de su hermano mayor, Paul Damiani, miembro de la Milicia Francesa, de Jacques Ménassole, guardaespaldas de Jean Hérold-Paquis de Radio París, y de Georges Accad.
El 18 de mayo de 1945, eliminaron en Suresnes a Haïm Cohen, patrón de una empresa de licores que trabajaba en el mercado negro. Cohen les dio un cheque de 105.000 francos antes de ser asesinado por Jacques Ménassole. Su cuerpo fue tirado al Río Sena. El 31 de mayo siguiente, los hermanos Jules y Roger Peugeot, industriales de Maisons-Alfort, fueron extorsionados y asesinados, y sus cadáveres enterrados en el bosque de Fausse-Repose. En el curso de la operación, José fue accidentalmente herido de bala en una pierna. Inmovilizado, fue arrestado en su casa así como Georges Accad. Ménassole se suicidó en el metro de París el 12 de junio de 1945 cuando iba a ser arrestado. Paul Damiani fue arrestado, se evadió, y fue abatido en Niza el 17 de junio de 1946 en un ajuste de cuentas entre gánsteres. 
José fue condenado a muerte el 10 de julio de 1948, junto a Georges Accad, por los tres asesinatos. Jacqueline Beausergent, amante de Accad, y delatora del golpe a los Peugeot, fue condenada a diez años de trabajos forzados. 
José Giovanni escapó por poco de la guillotina, ya que el presidente Vincent Auriol, en aplicación del artículo 17 de la Constitución Francesa, le conmutó la pena de muerte por la de veinte años de trabajos forzados. Salió de prisión en diciembre de 1956.

### Literatura
A los treinta y tres años de edad, escribió su primera novela, Le Trou, llevada al cine por Jacques Becker, que trata de su intento de evasión junto a otros detenidos. Su abogado, Stephen Hecquet,, presentó  el libro a Roger Nimier gracias al cual pudo ser publicado. Su estilo, a la vez extraño y torpe, no dejaba de sorprender gracias a sus hallazgos y al uso de imágenes fuertes, a veces llevadas al límite de lo tolerable.
En 1958, Marcel Duhamel lo hizo entrar en la colección Série noire, donde destacó por la publicación de tres novelas en un mismo año:
- Classe tous risques, llevada al cine por Claude Sautet.
- l'Excommunié, a partir de la cual Jean Becker rodó Un nommé La Rocca con Jean-Paul Belmondo y José Giovanni la película La Scoumoune, con Jean-Paul Belmondo en el mismo papel y Claudia Cardinale.
- Hasta el último aliento (film de Jean Pierre Melville de 1966. Nueva adaptación por Alain Corneau en 2007, y con el mismo título que la novela, Le Deuxième Souffle).

### Cine
El éxito de sus novelas lo encaminó al cine y, en 1959, Jacques Becker le propuso ser consejero técnico y guionista de la adaptación de su novela Le Trou. Fue el inicio de una larga carrera cinematográfica durante la cual fue autor, guionista, director y actor, y que le llevó a dejar un poco de lado su obra literaria.
En 1995, volvió a la literatura y escribió una obra, dedicada a la memoria de su padre, titulada Il avait dans le cœur des jardins introuvables, que adaptó posteriormente al cine con Bruno Cremer como actor.

### Últimos años
Desde 1968 hasta su muerte, vivió en Les Marécottes, un población cercana a Chamonix. En sus últimos años, dedicó parte de su tiempo a visitar en prisión a jóvenes delincuentes a fin de animarlos a reintegrarse en la sociedad.
José Giovanni falleció en Lausana, Suiza, a causa de una hemorragia cerebral el 24 de abril de 2004).

## Trabajo artístico
José Giovanni escribió un total de veintidós novelas, un libro de memorias (Mes Grandes Gueules), y treinta y tres guiones. Además, dirigió quince películas y cinco telefilmes.

### Novelista
- 1957 : Le Trou
- 1958 : Le Deuxième Souffle
- 1958 : Classe tous risques
- 1958 : L'Excommunié (adaptada al cine por Jean Becker en 1961 en Un nommé La Rocca y por él mismo en 1972 bajo el título La Scoumoune)
- 1959 : Histoire de fou
- 1960 : Les Aventuriers (adaptada al cine por Robert Enrico en 1966 con el título original, y por él mismo en 1967 bajo el título de La Loi du survivant)
- 1962 : Le Haut-Fer (adaptada al cine por Robert Enrico en 1965 bajo el título de Les Grandes Gueules)
- 1964 : Ho !
- 1964 : Meurtre au sommet
- 1969 : Les Ruffians
- 1978 : Le Musher
- 1995 : Il avait dans le cœur des jardins introuvables (Premio Paul Léautaud de 1995, adaptada al cine por el autor en 2000 bajo el título Mon père, il m'a sauvé la vie)
- La Mort du poisson rouge (Premio Charles Exbrayat de 1997 – Premio POLAR de 1997)
- Chemins fauves
- Comme un vol de vautours
- Le Pardon du grand Nord

### Director, guionista, dialoguista
- 1960 : Le Trou, de Jacques Becker [guion, autor de la obra original], con Raymond Meunier y Michel Constantin
- 1960 : Classe tous risques [Dialoguista, autor], de Claude Sautet, con Jean-Paul Belmondo y Lino Ventura
- 1961 : Un nommé La Rocca, de Jean Becker [Dialoguista, autor: L'Excommunié], con Jean-Paul Belmondo y Pierre Vaneck
- 1962 : Du rififi chez les femmes, de Alex Joffé [Guionista], con Nadja Tiller y Robert Hossein
- 1963 : Symphonie pour un massacre, de Jacques Deray [Guionista], con Charles Vanel y Michel Auclair
- 1963 : Rififi à Tokyo, de Jacques Deray [Dialoguista], con Karl Boehm y Karlheinz Böhm
- 1965 : L'Homme de Marrakech, de Jacques Deray [Guionista], con Claudine Auger y Renato Baldini
- 1965 : Les Grandes Gueules, de Robert Enrico [Dialoguista], con Bourvil y Lino Ventura
- 1966 : Avec la peau des autres, de Jacques Deray [Guionista], con Louis Arbessier y Karin Baal
- 1966 : Hasta el último aliento, de Jean-Pierre Melville [Autor], con Lino Ventura y Paul Meurisse
- 1967 : Les Aventuriers, de Robert Enrico [Guionista, dialoguista, autor], con Lino Ventura y Alain Delon
- 1967 : La Loi du survivant [Director], con Michel Constantin y Roger Blin
- 1968 : Le Rapace [Director, guionista], con Lino Ventura y Xavier Marc
- 1968 : Ho !, de Robert Enrico [Guionista], con Jean-Paul Belmondo y Joanna Shimkus
- 1969 : El clan de los sicilianos, de Henri Verneuil [Guionista], con Jean Gabin y Lino Ventura
- 1970 : Dernier domicile connu [Director, guionista], con Lino Ventura y Paul Crauchet
- 1970 : Un aller simple [Director, guionista], con Jean-Claude Bouillon y Nicoletta
- 1971 : Où est passé Tom ? [Director, guionista], con Rufus y Jean Gaven
- 1972 : La Scoumoune [Director, guionista, autor: L'Excommunié], con Jean-Paul Belmondo y Aldo Bufi Landi
- 1973 : Deux hommes dans la ville [Director, guionista], con Jean Gabin y Alain Delon
- 1975 : Le Gitan [Director, guionista], con Alain Delon y Annie Girardot
- 1976 : Comme un boomerang [Director, guionista], con Alain Delon y Carla Gravina
- 1979 : Les Égouts du paradis [Director, guionista], con Jean-François Balmer y Francis Huster
- 1980 : Une robe noire pour un tueur [Director, guionista], con Annie Girardot y Claude Brasseur
- 1983 : Le Ruffian [Director, guionista, autor: Les Ruffians], con Lino Ventura y Bernard Giraudeau
- 1985 : Les Loups entre eux [Director, guionista], con Claude Brasseur y Niels Arestrup
- 1988 : Mon ami le traître [Director, guionista], con André Dussollier y Jean-Pierre Bernard
- 1991 : L'Irlandaise (telefilm) [Director], con Michel Sardou, Lorraine Pilkington y Thérèse Liotard
- 2000 : Mon père, il m'a sauvé la vie [Director, guionista, dialoguista], con Bruno Cremer y Vincent Lecœur
- 2007 : Le Deuxième Souffle, de Alain Corneau [Autor], con Daniel Auteuil, Michel Blanc y Jacques Dutronc

### Actor
- 1963 : Symphonie pour un massacre, de Jacques Deray, con Charles Vanel y Michel Auclair
- 2001 : La Repentie, de Laetitia Masson, con Isabelle Adjani y Sami Frey
- 2002 : Claude Sautet ou la magie invisible, documental de Nguyen Trung Binh con Bertrand Tavernier y Philippe Sarde